# 안도라의 교구

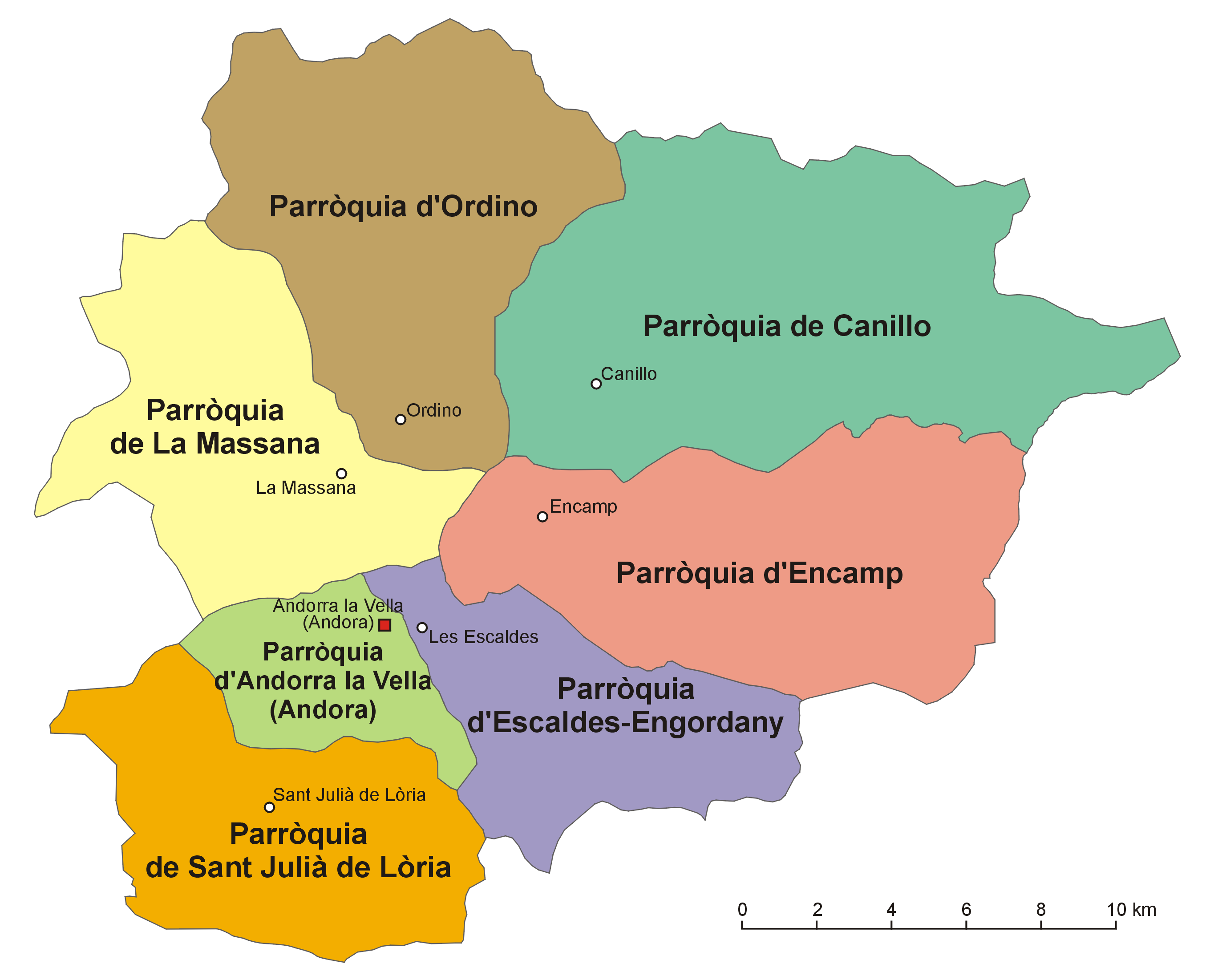
안도라의 교구 지도

안도라는 일곱 개의 구역으로 구분되며 이를 교구(parishes)라고 부른다. 1978년 이전까지는 여섯 개 구역이었지만 1978년에 에스칼데스엥고르다뉴가 생겨나면서 7개의 행정 구역이 되었다.
| 교구 | 교구               | 면적 (km2) | 인구 (2007년 기준) |
| ---- | ------------------ | ---------- | ------------------ |
| 1    | 카닐료             | 121        | 5,422              |
| 2    | 엥캄               | 74         | 14,029             |
| 3    | 우르디누           | 89         | 3,685              |
| 4    | 라마사나           | 61         | 9,357              |
| 5    | 안도라라벨랴*      | 12         | 24,574             |
| 6    | 산줄리아데로리아   | 60         | 9,595              |
| 7    | 에스칼데스엔고르단 | 47         | 16,475             |

## 같이 보기
- ISO 3166-2:AD